# Duvalius delphinensis
Duvalius delphinensis is een keversoort uit de familie van de loopkevers (Carabidae). De wetenschappelijke naam van de soort is voor het eerst geldig gepubliceerd in 1869 door Abeille de Perrin.